# Middle of the Night Tour
Middle of the Night Tour (anteriormente conocida como The Vamps World Tour 2017) fue la tercera gira mundial de la banda británica The Vamps que formó parte de la promoción de su tercer álbum Night & Day (Night Edition).
La gira comenzó el 2 de marzo de 2017 en Sheffield, Inglaterra y terminó el 12 de noviembre de 2017 en Bristol, Inglaterra.

## Anuncio
- La gira fue anunciada a través de la página oficial de la banda el 12 de octubre de 2016 como "The Vamps World Tour 2017", revelando únicamente las fechas para el Reino Unido e Irlanda.[1]
- Durante los últimos meses de 2016, se anunciaron los actos de apertura, que incluyeron a: The Tide, New Hope Club y Sabrina Carpenter.
- El 6 de marzo de 2017, la banda anunció, a través de Twitter, la segunda parte de la gira como acto de apertura para la girlband británica Little Mix en su Glory Days Tour.[2]
- Cuatro días después, se anunció la etapa sudamericana de la gira, con presentaciones en Brasil y Argentina.[3][4]
- El 29 de marzo se dio a conocer el nombre de la gira, siendo este "Middle of The Night Tour".
- Antes del primer show en Sheffield, se dio a conocer el álbum y una mini-gira para promocionarlo mostrando las ciudades seleccionadas. Las fechas de ésta se dieron a conocer a finales de mayo.
- El 1 de junio la banda dio a conocer a través de sus redes sociales las fechas para Nueva Zelanda, Australia, Taiwán y Japón.[5]
- El 8 de noviembre, a través de su sistema de boletería o venta de entradas, se anunció la cancelación de los conciertos en Sudáfrica, estableciendo a la Ciudad de México como última fecha de la gira.

## Grabaciones
El concierto realizado en el O2 Arena de Londres el 13 de mayo fue grabado y editado en formato DVD como parte del lanzamiento del álbum Night & Day (Day Edition) el 13 de julio de 2018.

## Actos de apertura
- New Hope Club: todas las fechas, excepto en Europa con Little Mix, el Night & Day Showcase en Reino Unido, el V Festival, Nueva Zelanda y México.
- The Tide: presentaciones en Reino Unido e Irlanda, excepto en Sheffield.
- Sabrina Carpenter: presentaciones en Reino Unido e Irlanda, excepto en Sheffield y Glasgow.
- Feli Martínez: presentaciones en Argentina.
- Adeline: presentaciones en México.

## Set List
| 28 de abril de 2017 - 22 de mayo de 2017 |
| --- |
| 1. Wake Up 2. Wild Heart 3. Hands 4. Somebody to You 5. Paper Hearts 6. Oh Cecilia (Breaking My Heart) 7. Shades On 8. Shape of You Sing-Off: - No Scrubs (TLC) - Baby Boy (Beyonce) - Cheap Thrills (Sia) - Rockabye (Clean Bandit) - Closer (The Chainsmokers) - Mercy (Shawn Mendes) - Mr. Brightside (The Killers) - Angel (Shaggy) - It Wans't Me (Shaggy) - All Night - Are You Sure? (KKA & Conor Maynard) - Locked Out of Heaven (Bruno Mars) - Chasing Cars (Snow Patrol) - Misery Business (Paramore) - Shape of You (Ed Sheeran) 9. Brad vs. Tristan Drum Battle 10. Tristan Drum Solo 11. Time is Not on Our Side 12. Middle of the Night 13. Risk It All 14. Last Night 15. Can We Dance Encore 1. Rest Your Love 2. All Night |

| 24 de mayo de 2017 - 8 de junio de 2017 (The Glory Days Tour)                                                                                              |
| --- |
| 1. Wake Up 2. Wild Heart 3. Somebody to You 4. Shape of You Sing-Off 5. Oh Cecilia (Breaking My Heart) 6. Middle of the Night 7. Can We Dance 8. All Night |

| 1 de julio de 2017 - 11 de julio de 2017 (Night & Day: Up Close & Personal Tour) |
| --- |
| 1. Hands 2. Middle of the Night 3. My Place 4. Sad Song 5. Paper Hearts 6. It’s a Lie 7. Slow Hands (cover de Niall Horan) 8. Stay 9. Same to You 10. Shades On / Golden / Wild Heart / Covers (varía cada show) 11. All Night |

| 17 de septiembre de 2017 - 7 de noviembre de 2017 |
| --- |
| 1. Wake Up 2. Wild Heart 3. Shades On 4. Hands 5. Somebody to You 6. It’s a Lie 7. Paper Hearts 8. Same to You 9. Sad Song 10. Oh Cecilia (Breaking My Heart) 11. Middle of the Night 12. Staying Up 13. Personal 14. Last Night Encore 1. Risk It All 2. Can We Dance 3. All Night |

| 12 de noviembre de 2017 |
| --- |
| 1. Wake Up 2. Wild Heart 3. Hands 4. Somebody to You 5. Last Night 6. Oh Cecilia (Breaking My Heart) 7. Risk It All 8. Personal 9. Can We Dance 10. All Night |

| Festivales |
| --- |
| - Isle of Wight, Kiss the Summer Hello 1. Wake Up 2. Wild Heart 3. Somebody to You 4. Shape of You Sing-Off 5. Oh Cecilia (Breaking My Heart) 6. Middle of the Night 7. Can We Dance 8. All Night - V Festival 1. Wake Up 2. Wild Heart 3. Somebody to You 4. Middle of the Night 5. Last Night 6. Can We Dance 7. All Night - Bit Ticket Summer Concert 1. Wake Up 2. Wild Heart 3. Hands 4. Somebody to You 5. Can We Dance 6. All Night - Fusion Festival 1. Wake Up 2. Wild Heart 3. Hands 4. Somebody to You 5. Shape of You Sing-Off 6. Oh Cecilia (Breaking My Heart) 7. Middle of the Night 8. Last Night 9. Mr. Brightside (cove de The Killers) 10. Can We Dance 11. All Night |

| Notas |
| --- |
| - En Sheffield, “Oh Cecilia (Breaking My Heart)” fue interpretada en versión acústica después de "Time Is Not on Our Side”. - En el show en Varsovia, la batalla de batería de Brad y Tristan junto con el solo de batería de Tristan no fueron interpretadas. - En el show en Buenos Aires, “Hands” fue cortada a la mitad debido a un incidente en el público, la banda reinicio la canción minutos después; “Oh Cecilia (Breaking My Heart)” y “Staying Up” fueron añadidas al setlist. - En Buenos Aires y Auckland “Paper Hearts” no fue interpretada. - A partir del show en Sídney, “It’s a Lie” fue sacada del setlist y “Last Night” fue añadida. - A partir del show en Manila, “Risk It All” fue añadida al setlist. - “Personal” solo fue interpretada en versión acústica en Taipei y en versión normal en Ciudad de México. |

| Invitados especiales |
| --- |
| - 29 de abril de 2017 - Glasgow: “Solo Dance” y “Middle of the Night” con Martin Jensen. - 1 de mayo de 2017 - Newcastle: “Hands” y “Somebody to You” con Sabrina Carpenter. - 5 de mayo de 2017 - Liverpool: “Hands” y “Somebody to You” con Sabrina Carpenter. - 6 de mayo de 2017 - Manchester: “Hands” con Mike Perry y Sabrina Carpenter; “Somebody to You” con Sabrina Carpenter. - 8 de mayo de 2017 - Dublín: “Hands” y “Somebody to You” con Sabrina Carpenter. - 10 de mayo de 2017 - Belfast: “Hands” y “Somebody to You” con Sabrina Carpenter. - 13 de mayo de 2017 - Londres: “Hands” y “Somebody to You” con Sabrina Carpenter; "Solo Dance" y "Middle of the Night" con Martin Jensen. - 16 de mayo de 2017 - Cardiff: “Hands” y “Somebody to You” con Sabrina Carpenter. - 17 de mayo de 2017 - Nottingham: “Hands” y “Somebody to You” con Sabrina Carpenter. - 19 de mayo de 2017 - Birmingham: “Hands” y “Somebody to You” con Sabrina Carpenter; “Shades On” con Will Simms y Danny Shah. - 5 de junio de 2017 - Copenhague: “Solo Dance” y “Middle of the Night” con Martin Jensen. - 19 de agosto de 2017 - Chelmsford: “Middle of the Night” con Zak Abel - 20 de agosto de 2017 - Staffordshire: “Middle of the Night” con Zak Abel - 27 de agosto de 2017 - Toronto: "Hands" con Sabrina Carpenter. - 17 de septiembre de 2017 - Sao Paulo: “It’s a Lie” con Tini Stoessel. - 20 de septiembre de 2017 - Buenos Aires: “It’s a Lie” con Tini Stoessel; “Oh Cecilia (Breaking My Heart)” con Ruggero Pasquarelli. |

## Fechas
| Fecha                    | Ciudad           | País           | Lugar                       | Actos de apertura                                          |
| Europa                   | Europa           | Europa         | Europa                      | Europa                                                     |
| ------------------------ | ---------------- | -------------- | --------------------------- | ---------------------------------------------------------- |
| 28 de abril de 2017      | Sheffield        | Inglaterra     | Sheffield Arena             | New Hope Club                                              |
| 29 de abril de 2017      | Glasgow          | Inglaterra     | The SSE Hydro               | New Hope Club The Tide                                     |
| 1 de mayo de 2017        | Newcastle        | Inglaterra     | Metro Radio Arena           | Sabrina Carpenter New Hope Club The Tide                   |
| 5 de mayo de 2017        | Liverpool        | Inglaterra     | Echo Arena                  | Sabrina Carpenter Marcus & Martinus New Hope Club The Tide |
| 6 de mayo de 2017        | Mánchester       | Inglaterra     | Mánchester Arena            | Sabrina Carpenter New Hope Club The Tide                   |
| 8 de mayo de 2017        | Dublín           | Irlanda        | 3Arena                      | Sabrina Carpenter New Hope Club The Tide                   |
| 10 de mayo de 2017       | Belfast          | Irlanda        | SSE Arena                   | Sabrina Carpenter New Hope Club The Tide                   |
| 13 de mayo de 2017       | Londres          | Inglaterra     | The O2 Arena                | Sabrina Carpenter New Hope Club The Tide                   |
| 16 de mayo de 2017       | Cardiff          | Inglaterra     | Motorpoint Arena Cardiff    | Sabrina Carpenter New Hope Club The Tide                   |
| 17 de mayo de 2017       | Nottingham       | Inglaterra     | Motorpoint Arena Nottingham | Sabrina Carpenter New Hope Club The Tide                   |
| 19 de mayo de 2017       | Birmingham       | Inglaterra     | Genting Arena               | Sabrina Carpenter New Hope Club The Tide                   |
| 22 de mayo de 2017       | Varsovia         | Polonia        | Progresja                   | New Hope Club                                              |
| 24 de mayo de 2017       | Berlín           | Alemania       | Mercedes-Benz Arena         | -                                                          |
| 25 de mayo de 2017       | Dusseldorf       | Alemania       | Mitsubishi Electric Hall    | -                                                          |
| 27 de mayo de 2017       | Viena            | Austria        | Gasometer                   | -                                                          |
| 29 de mayo de 2017       | Zúrich           | Suiza          | Samsung Hall                | -                                                          |
| 30 de mayo de 2017       | Milán            | Italia         | Mediolanum Forum            | -                                                          |
| 31 de mayo de 2017       | Múnich           | Alemania       | Olympiahalle                | -                                                          |
| 2 de junio de 2017       | Amberes          | Bélgica        | Lotto Arena                 | -                                                          |
| 3 de junio de 2017       | Ámsterdam        | Holanda        | Heineken Music Hall         | -                                                          |
| 5 de junio de 2017       | Copenhague       | Dinamarca      | Valby Hallen                | -                                                          |
| 6 de junio de 2017       | Estocolmo        | Suecia         | Annexet                     | -                                                          |
| 8 de junio de 2017       | París            | Francia        | Zenith de París             | -                                                          |
| 11 de junio de 2017      | Newport          | Inglaterra     | Seaclose Park               | Festival                                                   |
| Norteamérica             |                  |                |                             |                                                            |
| 18 de junio de 2017      | Búfalo           | Estados Unidos | Canalside                   | Festival                                                   |
| Europa                   |                  |                |                             |                                                            |
| 1 de julio de 2017       | Birmingham       | Inglaterra     | O2 Academy Birmingham       | Taken                                                      |
| 3 de julio de 2017       | Leeds            | Inglaterra     | O2 Academy Leeds            | Taken                                                      |
| 5 de julio de 2017       | Glasgow          | Inglaterra     | O2 Academy Glasgow          | Taken                                                      |
| 6 de julio de 2017       | Newcastle        | Inglaterra     | O2 Academy Newcastle        | Taken                                                      |
| 8 de julio de 2017       | Mánchester       | Inglaterra     | Mánchester Academy          | Taken                                                      |
| 10 de julio de 2017      | Sheffield        | Inglaterra     | O2 Academy Sheffield        | Taken                                                      |
| 11 de julio de 2017      | London           | Inglaterra     | O2 Shepherd's Bush Empire   | Taken                                                      |
| 30 de julio de 2017      | Chester          | Inglaterra     | Bolesworth Castle           | Festival                                                   |
| 19 de agosto de 2017     | Chelmsford       | Inglaterra     | Hylands Park                | Festival                                                   |
| 20 de agosto de 2017     | Staffordshire    | Inglaterra     | Weston Park                 | Festival                                                   |
| Norteamérica             |                  |                |                             |                                                            |
| 27 de agosto de 2017     | Toronto          | Canadá         | Budweiser Stage             | Festival                                                   |
| Europa                   |                  |                |                             |                                                            |
| 3 de septiembre de 2017  | Liverpool        | Inglaterra     | Otterspool Park             | Festival                                                   |
| Sudamérica               |                  |                |                             |                                                            |
| 17 de septiembre de 2017 | São Paulo        | Brasil         | Audio Club                  | New Hope Club                                              |
| 20 de septiembre de 2017 | Buenos Aires     | Argentina      | Luna Park                   | New Hope Club Feli Martínez                                |
| Oceanía                  |                  |                |                             |                                                            |
| 23 de septiembre de 2017 | Auckland         | Nueva Zelanda  | Powerstation                | -                                                          |
| 27 de septiembre de 2017 | Sídney           | Australia      | Hordern Pavilion            | New Hope Club                                              |
| 30 de septiembre de 2017 | Melbourne        | Australia      | Margaret Court Arena        | New Hope Club                                              |
| Asia                     |                  |                |                             |                                                            |
| 6 de octubre de 2017     | Manila           | Filipinas      | Luna Drive, Vertis North    | New Hope Club                                              |
| 10 de octubre de 2017    | Tokio            | Japón          | Zepp                        | New Hope Club                                              |
| 11 de octubre de 2017    | Tokio            | Japón          | Zepp                        | New Hope Club                                              |
| 13 de octubre de 2017    | Osaka            | Japón          | Zepp Bayside                | New Hope Club                                              |
| 15 de octubre de 2017    | Taipéi           | Taiwán         | NTU Sports Centre           | New Hope Club                                              |
| Norteamérica             |                  |                |                             |                                                            |
| 7 de noviembre de 2017   | Ciudad de México | México         | Pepsi Center WTC            | Adeline                                                    |
| Europa                   |                  |                |                             |                                                            |
| 12 de noviembre de 2017  | Bristol          | Inglaterra     | Mall Cribbs Causeway        | -                                                          |

## Shows Cancelados / Reprogramados
| Fecha                    | Ciudad          | País      | Lugar                      | Nueva Fecha          | Razón                                                      |
| ------------------------ | --------------- | --------- | -------------------------- | -------------------- | ---------------------------------------------------------- |
| 18 de marzo de 2017      | Ciudad del Cabo | Sudáfrica | Kirstenbosch Gardens       | 2 de febrero de 2018 | Grabación de "Night & Day"                                 |
| 20 de marzo de 2017      | Johannesburgo   | Sudáfrica | Ticketpro Dome             | 3 de febrero de 2018 | Grabación de "Night & Day"                                 |
| 26 de septiembre de 2017 | Brisbane        | Australia | Brisbane Convention Centre | Cancelado            | Compromisos Imprevistos de Promoción Local e Internacional |
| 3 de octubre de 2017     | Perth           | Australia | HBF Stadium                | Cancelado            | Compromisos Imprevistos de Promoción Local e Internacional |
| 2 de febrero de 2018     | Ciudad del Cabo | Sudáfrica | Kirstenbosch Gardens       | Cancelado            | Circunstancias imprevistas                                 |
| 3 de febrero de 2018     | Johannesburgo   | Sudáfrica | Ticketpro Dome             | Cancelado            | Circunstancias imprevistas                                 |